# Amazing (canción de Westlife)
«Amazing» es el tercer y último sencillo del quinto álbum de estudio de Westlife, Face to Face. La canción llegó al número 4 en UK Singles Chart, sin embargo, es el sencillo más bajo en venta de la banda hasta la fecha, y cayó de las listas totalmente en una semana. Sin embargo, se considera un esfuerzo mucho mejor que los anteriores de la banda, dos sencillos que fueron hechos covers.

## Lista de canciones
UK CD1
1. «Amazing» (Single Mix) - 2:52
2. «Still Here» - 3:51

UK CD2
1. «Amazing» (Single Mix) - 2:52
2. «Miss You When I'm Dreaming» - 4:06
3. Exclusive Westlife Chat - 11:05

## Posiciones
| Lista                    | Posición |
| ------------------------ | -------- |
| Australian Singles Chart | 34       |
| European Hot 100 Singles | 14       |
| German Singles Chart     | 53       |
| Irish Singles Chart      | 3        |
| Swedish Singles Chart    | 36       |
| Swiss Singles Chart      | 58       |
| UK Singles Chart         | 4        |
| UK Radio Airplay Chart   | 6        |